# 维拉诺瓦弗兰卡
维拉诺瓦弗兰卡（義大利語：Villanovafranca），是意大利撒丁大区南撒丁省的一个市镇。总面积27.46平方公里，人口1455人，人口密度53.0人/平方公里（2009年）。ISTAT代码为106028。